# Мигел Босе
Луис Мигел Гонзалес Босе (Панама (град), 3. април 1956), познат као Мигел Босе, шпански је музичар, кантаутор и глумац. Осим шпанске националности, има и панамску, италијанску и колумбијску националност.
Године 1973. почиње да се бави музиком, а две године касније потписује уговор са CBS-ом. Исте године објављен је његов први албум. Својим другим албумом, Мигел Босе, започиње међународну каријеру, наступима у неколико европских земаља. Објавио је 20 студијских албума и продао је преко 60 милиона примерака албума широм света.
Године 2013. изабран је за Личност године од стране Academia Latina de Grabación на годишњој церемонији Latin Grammy. Током своје каријере снимио је дуете са неколико међународних звезда, као што су Ана Тороха Хулиета Венегас, Шакира, Алехандро Санз, Лаура Паусини, Рики Мартин, Фонсека, Хуанес, Ксимена Саринана, Марко Антонио Солис, Наталија Лафуркад, Ха*Аш, и Лос Анхелес Азулес, између осталих.
Такође је градио каријеру објављујући књижевна дела, као водитељ и судија на телевизији, а бавио се и глумом, дебитујући у филму италијанског редитеља Дучиа Тесарија. Његов глумачки рад истиче се у филмовима Високе потпетице (1991), Седећи на ивици јутра, са ногама које висе (1978), Луда ствар (1981), Витез од змаја (1985), Краљица Марго (1994), Отирач проклети (1995), Либертаријанац (1995) и Укључи моју страст (1995), између осталих.

## Приватни и породични живот
Године 1996. његов отац, Луис Мигел Домингин, умро је у 69. години од срчане инсуфицијенције због које је добио мождани удар. Три године касније, доживео је саобраћајну несрећу са својом пријатељицом Ребеком де Албе. Ребека је задобила само лакше повреде, али је Мигел тешко повређен. Његова мајка, глумица и модел Лусија Босе, умрла је у марту 2020. од упале плућа, на почетку пандемије.
У марту 2010, Мигел Босе је добио колумбијско држављанство које му је уручио тадашњи председник Колумбије Алваро Урибе, као признање за његов допринос миру у Колумбији. На церемонији, Босе није могао да обузда сузе, тврдећи да своју националност дугује свом оцу, борцу са биковима Луису Мигелу Домингину, пошто је много година своје адолесценције провео у Медељину. Касније се шалио са Урибеом, питајући га да ли може да гласа, рекавши да није баш „десничар“.
Године 2011. сурогат мајчинством су рођени његови близанци Дијего и Тадео; седам месеци касније, Иво и Телмо рођени су истом методом, са биолошким материјалом Игнасија Палауа, вајара са којим је, према ономе што је објављено 2018, Босе имао љубавну везу од 1992. и који га је после 26 година везе тужио и тражио старатељство.